# ساندرا دژیمالسکا
ساندرا دژیمالسکا (لهستانی: Sandra Drzymalska؛ ‏ Polish: [ˈsandra dʐɨˈmalska]؛ ‏ زادهٔ ۲۴ ژوئیهٔ ۱۹۹۳) بازیگر اهل لهستان است. وی از سال ۲۰۱۵ میلادی تاکنون مشغول فعالیت بوده‌است.
از فیلم‌ها یا مجموعه‌های تلویزیونی که وی در آن‌ها نقش داشته‌است، می‌توان به فیلیپ، یخ‌ژاله، ئیو، سکسیفای، بلفر، در اعماق جنگل و صد سال خاندان وینیخ اشاره نمود.